# Metal noble
Los metales nobles son un grupo de metales caracterizados por ser muy inertes químicamente, es decir, que no reaccionan químicamente (o reaccionan muy poco) con otros compuestos químicos, lo que los convierte en metales muy interesantes para muchos fines tecnológicos o para joyería. Esta propiedad se traduce en una escasa reactividad, o lo que es lo mismo, son poco susceptibles de corroerse y oxidarse, lo que les proporciona apariencia de inalterabilidad, razón por la cual se les denomina con el apelativo de nobles. 

## Significado e historia
Si bien las listas de metales nobles pueden diferir, tienden a agruparse en torno a los seis metales del grupo del platino (rutenio, rodio, paladio, osmio, iridio, platino) más el oro.
Además de la función de este término como un sustantivo compuesto, existen circunstancias en las que «noble» se usa como adjetivo para el sustantivo «metal». Una serie galvánica es una jerarquía de metales (u otros materiales eléctricamente conductores, incluidos compuestos y semimetal) que va de noble a activo, y permite predecir cómo interactuarán los materiales en el entorno utilizado para generar la serie. En este sentido de la palabra, el grafito es más noble que la plata y la relativa nobleza de muchos materiales depende en gran medida del contexto, como el aluminio y el acero inoxidable en condiciones de variación  pH.
El término metal noble se remonta al menos a finales del siglo XIV y tiene significados ligeramente diferentes en diferentes campos de estudio y aplicación.
Antes de la publicación de Mendeléyev en 1869 de la primera tabla periódica (finalmente) ampliamente aceptada, Odling publicó una tabla en 1864, en la que los «metales nobles» rodio, rutenio, paladio; y platino, iridio y osmio se agruparon, y adyacente a plata y oro.

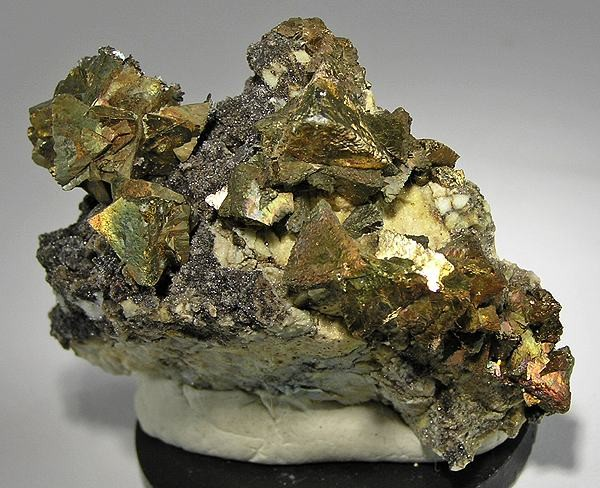
Calcopirita, que es sulfuro de cobre y hierro (CuFeS2), es el mineral de cobre más abundante.
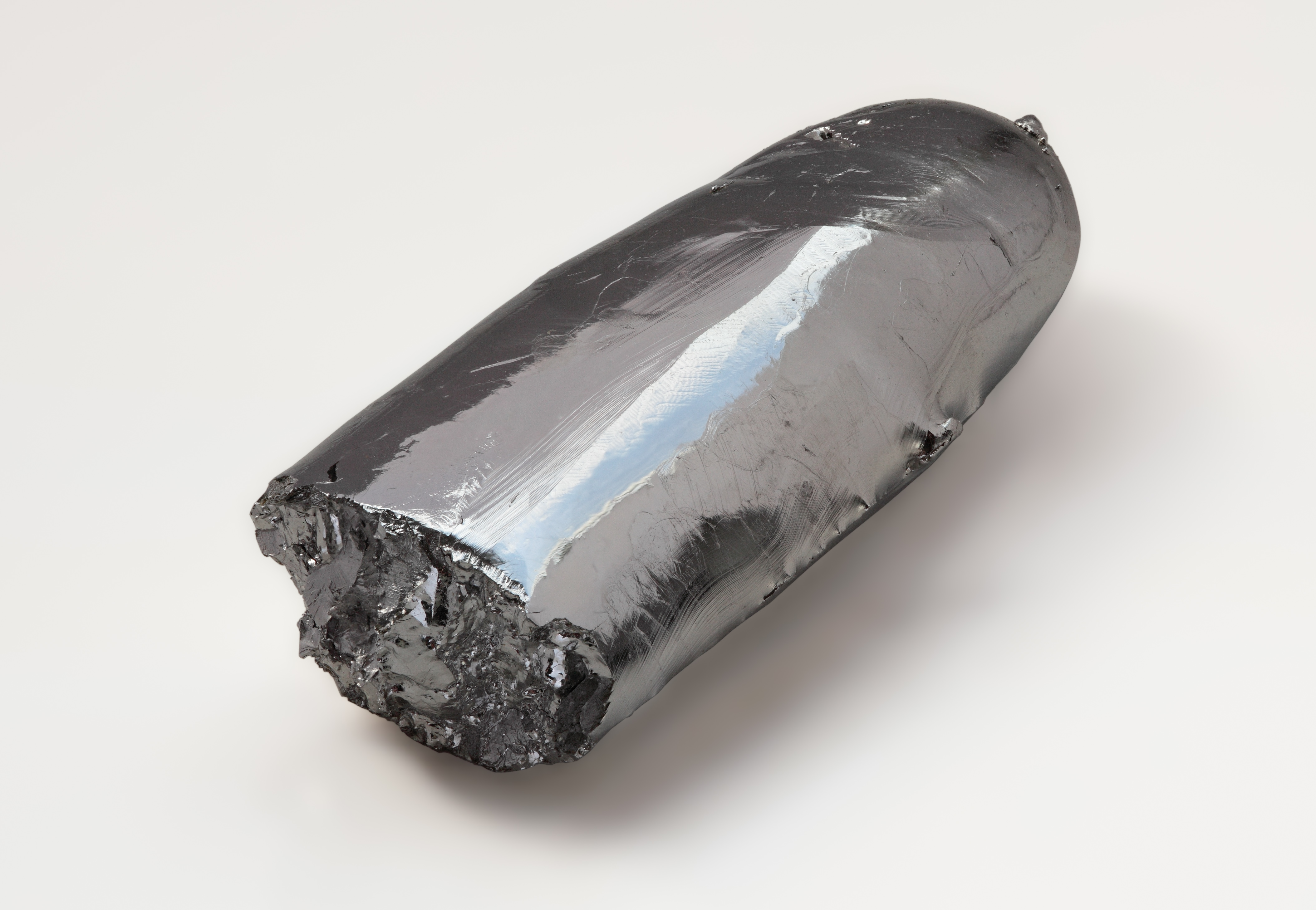
La mitad de una barra de rutenio. Tamaño ~ 40 × 15 × 10 mm Peso ~44 g.
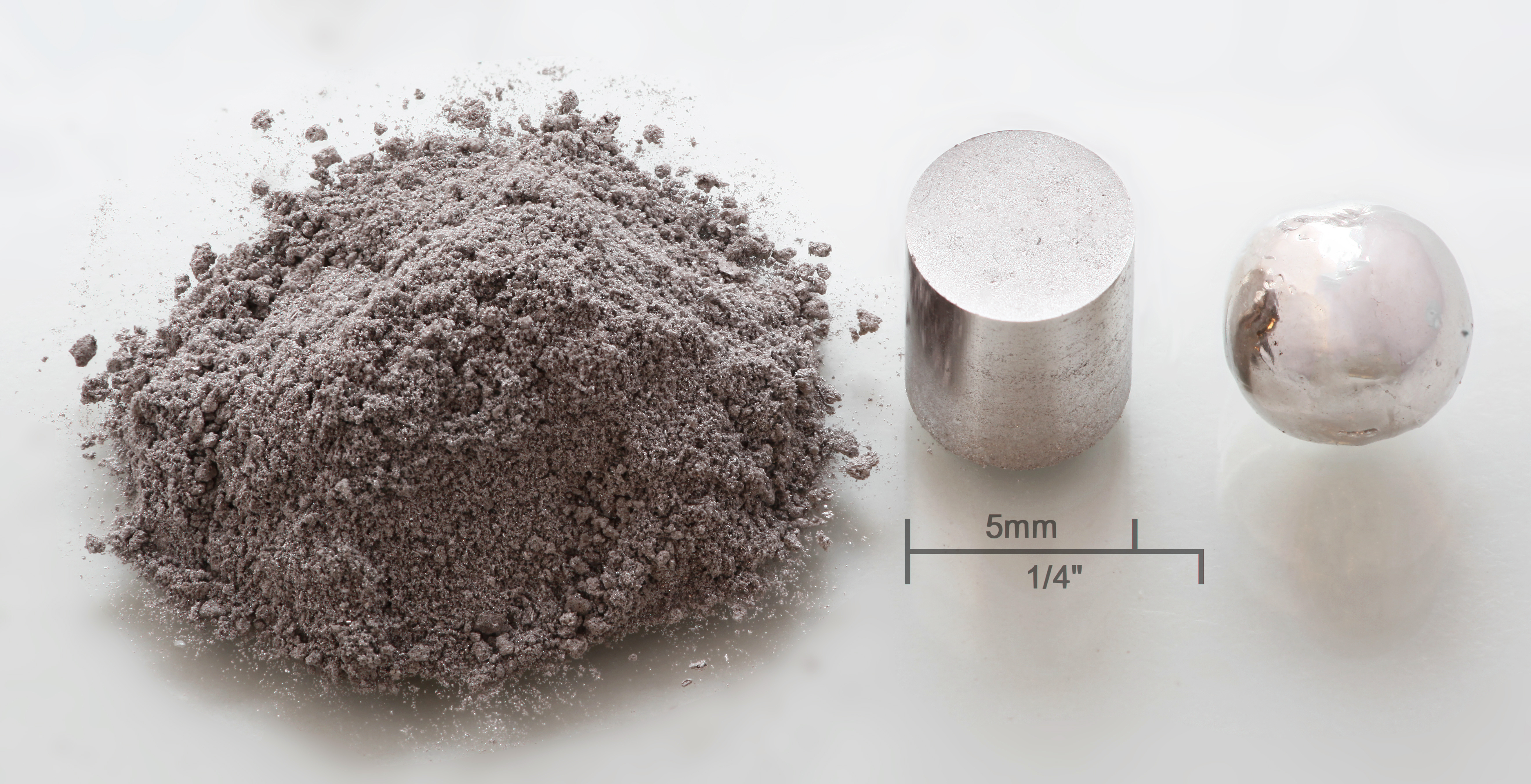
Rodio: 1 g de polvo, 1 g de cilindro prensado, 1 g de gránulos.
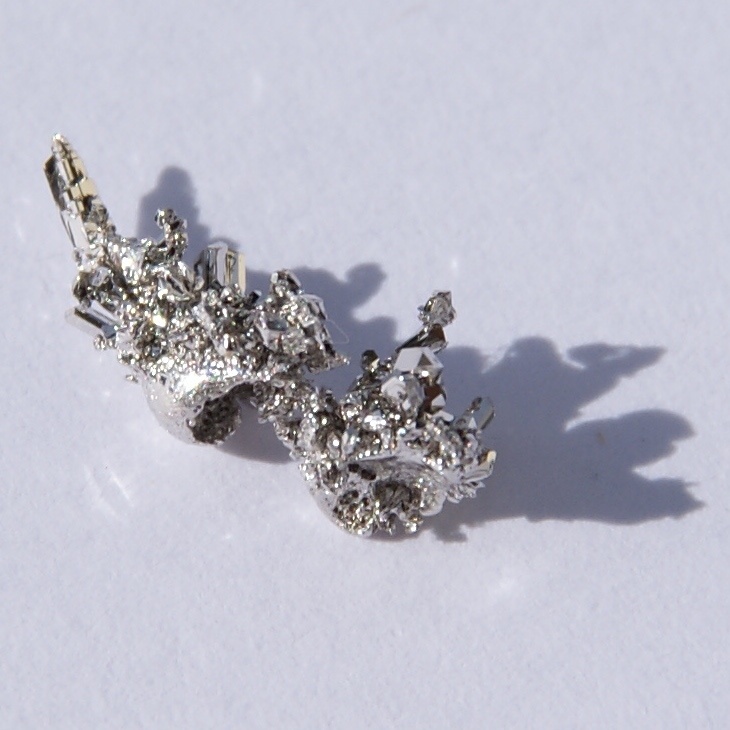
Paladio.
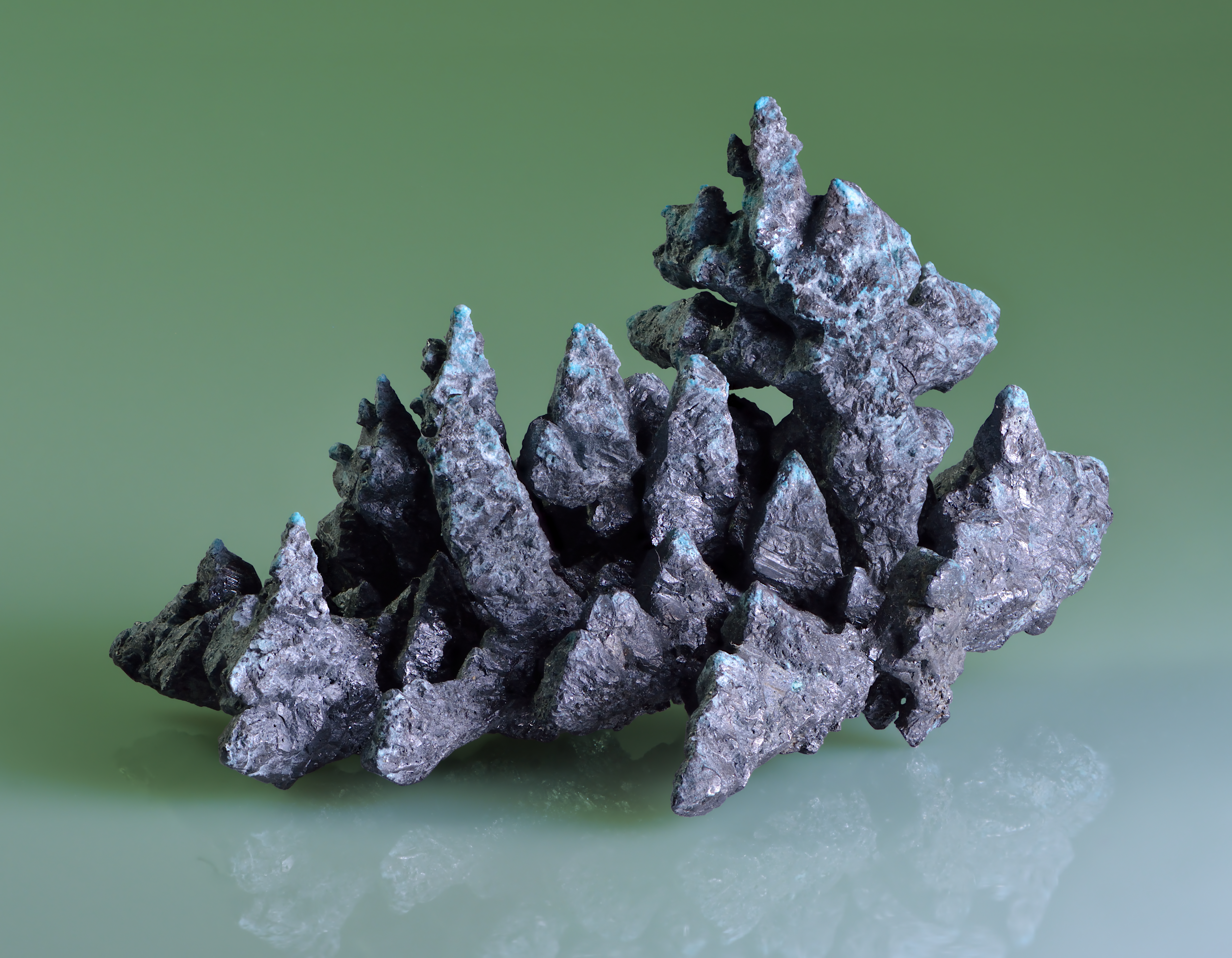
Acantita, o sulfuro de plata (Ag2S), es el mineral de plata más importante.
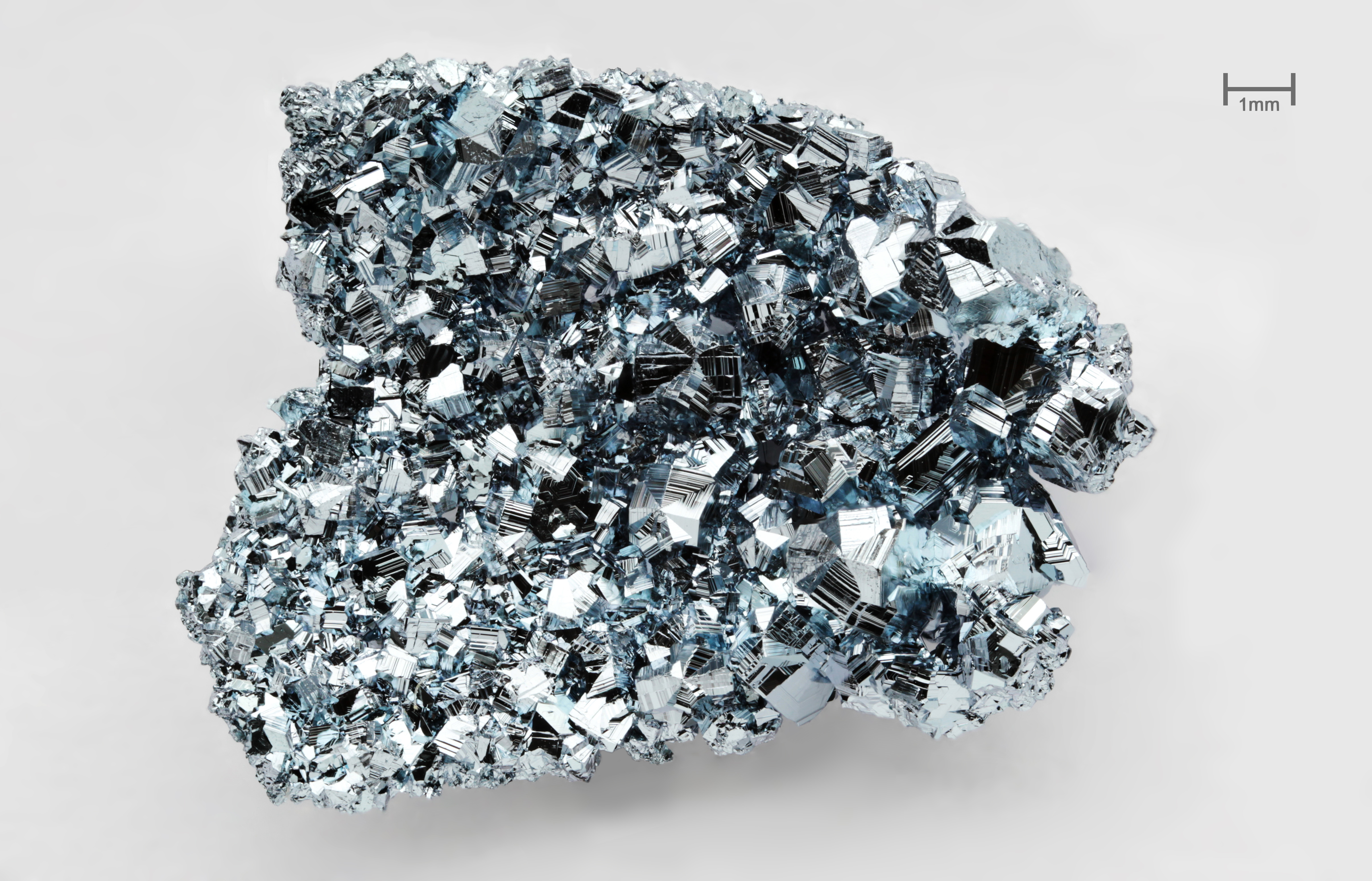
Cristales de osmio, 2.2 g.
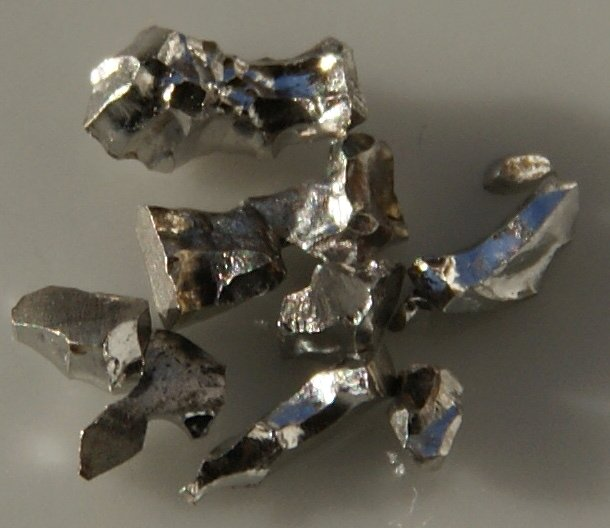
Piezas de iridio puro, 1 g, tamaño: 1–3 mm cada una.
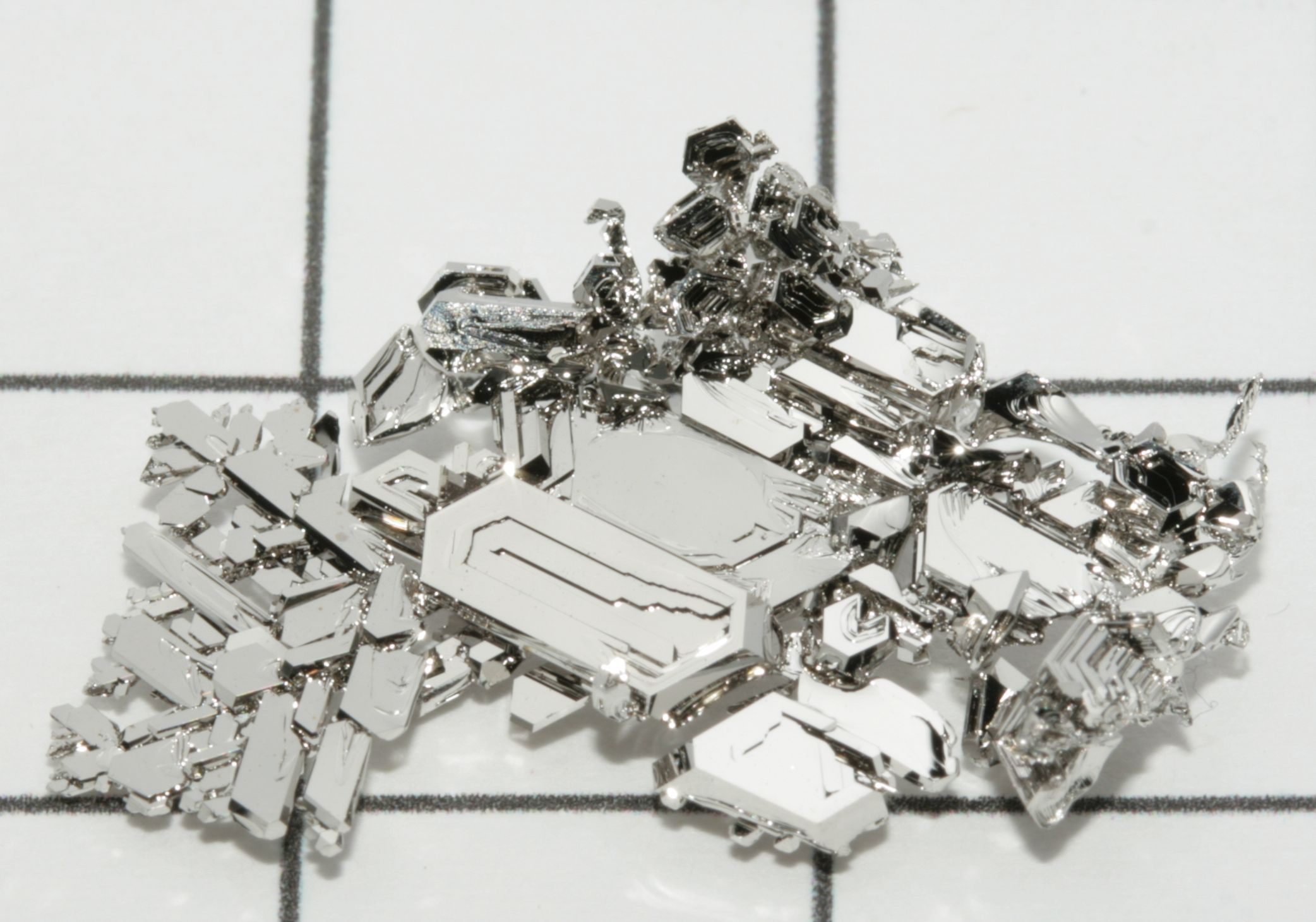
Piezas de platino puro, 1 g, tamaño: 1–3 mm cada una.
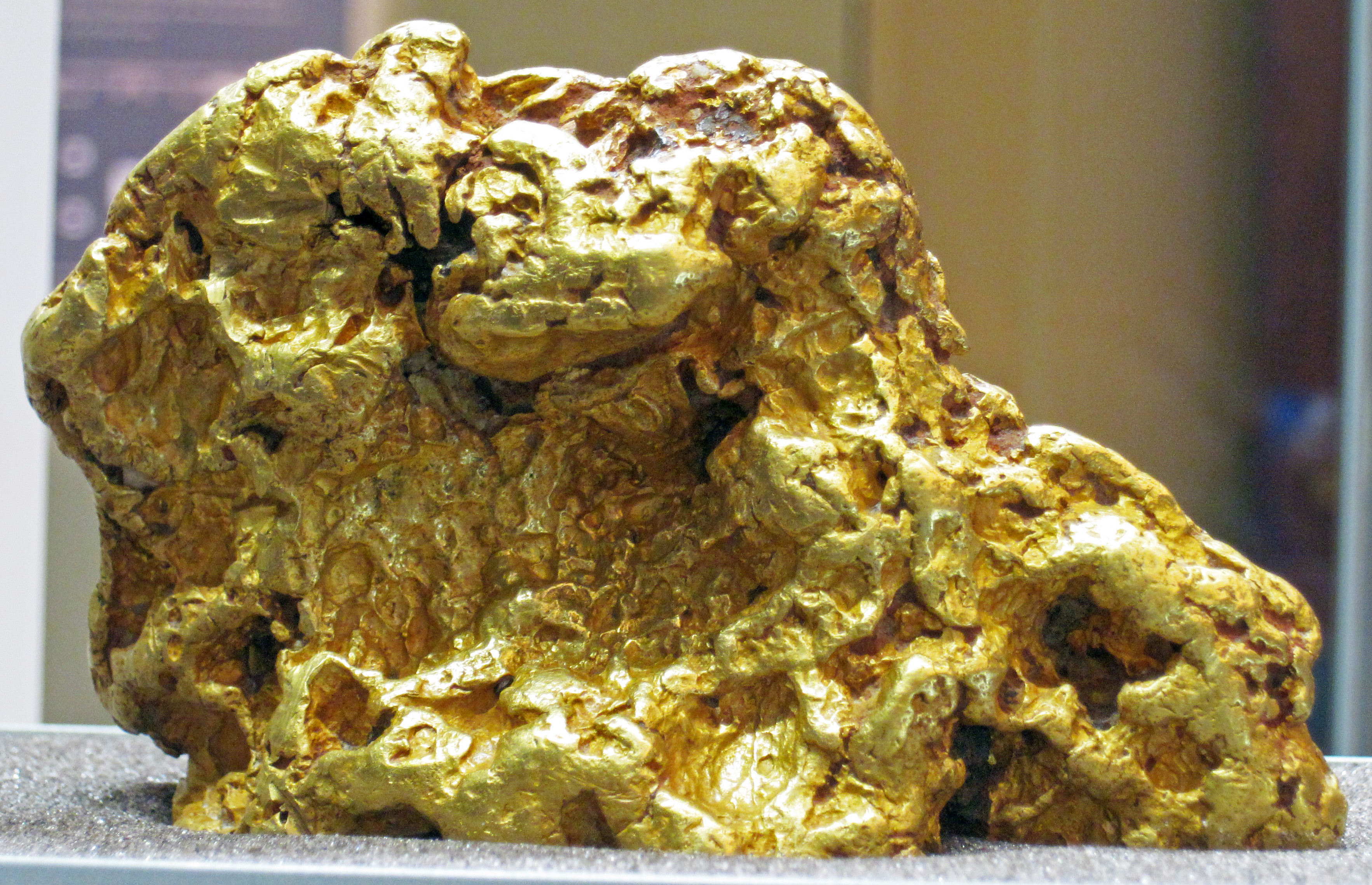
Pepita de oro de Australia, casi 9000 g o 64 oz.

## Elementos
Los metales nobles (entre otros, oro, plata, platino y los platinoides), son aquellos metales que no sufren el fenómeno de corrosión u oxidación cuando se exponen a las condiciones corrosivas de los ambientes acuosos, ácidos o no, con presencia de O2. No son reactivos.

Los metales seminobles (ejemplos: cobre, son aquellos que expuestos a atmósferas corrosivas sufren leves ataques químicos. Son poco reactivos.
[cita requerida]

## Características

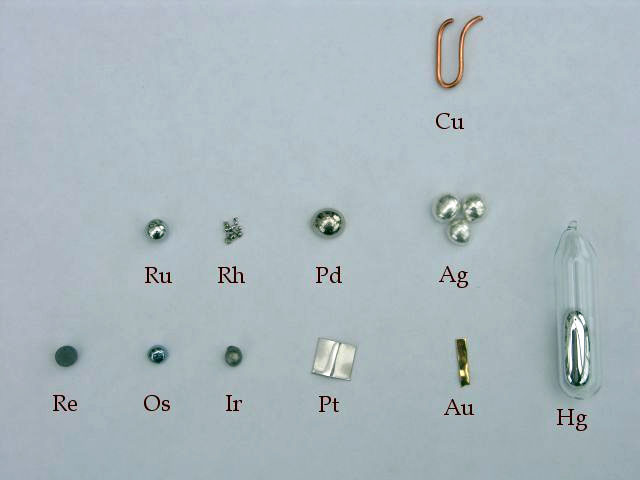
Una representación de cada uno de los metales nobles existentes en la tabla periódica.

Los metales del grupo del platino también conocidos como metales nobles (platino, paladio, iridio, rodio, mercurio, osmio y rutenio) se encuentran ampliamente distribuidos a lo largo del planeta. Su utilización en aplicaciones específicas de tecnología y catálisis es en pequeñas cantidades, lo que dificulta enormemente su recuperación (es necesario que se den circunstancias especiales para ello). Se emplean mucho en el campo de la química a causa de su actividad catalítica y de su baja reactividad. Como catalizador, el platino se emplea en las reacciones de hidrogenación, deshidrogenación, isomerización, ciclización, deshidratación, deshalogenación, oxidación, y para el Electrodo Normal de Hidrógeno (ENH). A pesar de la creencia popular, la gran mayoría de los metales nobles pueden ser atacados por aqua regia (una mezcla concentrada de ácidos muy oxidantes).

## Propiedades

Abundancia de los elementos químicos en la corteza terrestre en función del número atómico. Los elementos más raros (mostrados en amarillo, incluyendo los metales nobles) no son los más pesados, sino que son los elementos siderófilos (amantes del hierro) en la clasificación Goldschmidt de los elementos. Estos se han agotado al ser reubicados más profundamente en la Núcleo terrestre. Su abundancia en los materiales de los meteoroides es relativamente mayor. El teluro y el selenio se han agotado en la corteza debido a la formación de hidruros volátiles.

### Geoquímica
Los metales nobles son siderófilos (amantes del hierro). Tienden a hundirse en el núcleo de la Tierra porque se disuelven fácilmente en el hierro, ya sea como soluciones sólidas o en estado fundido. La mayoría de los elementos siderófilos no tienen prácticamente ninguna afinidad por el oxígeno: de hecho, los óxidos de oro son termodinámicamente inestables con respecto a los elementos.
El cobre, la plata, el oro y los seis metales del grupo del platinos son los únicos metales nativos que se dan de forma natural en cantidades relativamente grandes.

### Resistencia a la corrosión
El cobre se disuelve con ácido nítrico y cianuro de potasio acuoso.
El rutenio se puede disolver en aqua regia, una mezcla altamente concentrada de ácido clorhídrico y ácido nítrico, solo cuando está en presencia de oxígeno, mientras que el rodio debe estar en una forma finamente pulverizada. El paladio y la plata son solubles en ácido nítrico, y la solubilidad de la plata está limitada por la formación de cloruro de plata precipitado.
El renio reacciona con los ácidos oxidantes y el peróxido de hidrógeno, y se dice que se empaña con el aire húmedo. El osmio y el iridio son químicamente inertes en condiciones ambientales. El platino y el oro pueden ser disueltos en agua regia. El mercurio reacciona con ácidos oxidantes.
En 2010, investigadores estadounidenses descubrieron que un «agua regia» orgánica en forma de una mezcla de cloruro de tionilo SOCl2 y el disolvente orgánico piridina C5H5N logró «altas tasas de disolución de metales nobles en condiciones moderadas, con el beneficio adicional de poder sintonizarse con un metal específico», por ejemplo, oro pero no paladio o platino.

### Electrónica
En física, la expresión «metal noble» a veces se limita al cobre, la plata y el oro, ya que sus subcapas d completas contribuyen al carácter noble que tienen. En contraste, los otros metales nobles, especialmente los metales del grupo del platino, tienen aplicaciones catalíticas notables, que surgen de sus subcapas d parcialmente llenas. Este es el caso del paladio, que tiene una subcapa d completa en el estado atómico pero en forma condensada tiene una banda sp parcialmente llena a expensas de la ocupación de la banda d.
La diferencia en la reactividad se puede ver durante la preparación de superficies metálicas limpias en ultraalto vacío: las superficies de metales nobles «físicamente definidos» (p. ej., oro) son fáciles de limpiar y se mantienen limpias durante mucho tiempo. mientras que los de platino o paladio, por ejemplo, son cubiertos por monóxido de carbono muy rápidamente.

### Electroquímica
Los potenciales de reducción estándar en solución acuosa son una forma útil de predecir la química no acuosa de los metales considerados. Por lo tanto, los metales con altos potenciales negativos, como el sodio o el potasio, se encenderán en el aire y formarán los óxidos respectivos. Estos incendios no se pueden extinguir con agua, que también reacciona con los metales involucrados para dar hidrógeno, que en sí mismo es explosivo. Los metales nobles, por el contrario, son reacios a reaccionar con el oxígeno y, por esa razón (así como por su escasez) han sido valorados durante milenios y utilizados en joyería y monedas.
| Elemento | Z  | G  | P | Reacción                                | SRP(V) | EN   | EA  |
| --- | -- | -- | - | --------------------------------------- | ------ | ---- | --- |
| Oro ✣ | 79 | 11 | 6 | Au3+ + 3 e− → Au                        | 1.5    | 2.54 | 223 |
| Platino ✣ | 78 | 10 | 6 | Pt2+ + 2 e− → Pt                        | 1.2    | 2.28 | 205 |
| Iridio ✣ | 77 | 9  | 6 | Ir3+ + 3 e− → Ir                        | 1.16   | 2.2  | 151 |
| Paladio ✣ | 46 | 10 | 5 | Pd2+ + 2 e− → Pd                        | 0.915  | 2.2  | 54  |
| Osmio ✣ | 76 | 8  | 6 | OsO 2 + 4 H+ + 4 e− → Os + 2 H 2O       | 0.85   | 2.2  | 104 |
| Mercurio | 80 | 12 | 6 | Hg2+ + 2 e− → Hg                        | 0.85   | 2.0  | −50 |
| Rodio ✣ | 45 | 9  | 5 | Rh3+ + 3 e− → Rh                        | 0.8    | 2.28 | 110 |
| Plata ✣ | 47 | 11 | 5 | Ag+ + e− → Ag                           | 0.7993 | 1.93 | 126 |
| Rutenio ✣ | 44 | 8  | 5 | Ru3+ + 3 e− → Ru                        | 0.6    | 2.2  | 101 |
| Polonio ☢ | 84 | 16 | 6 | Po2+ + 2 e− → Po                        | 0.6    | 2.0  | 136 |
| Agua |    |    |   | 2 H 2O + 4 e− +O 2 → 4 OH−              | 0.4    |      |     |
| Cobre | 29 | 11 | 4 | Cu2+ + 2 e− → Cu                        | 0.339  | 2.0  | 119 |
| Bismuto | 83 | 15 | 6 | Bi3+ + 3 e− → Bi                        | 0.308  | 2.02 | 91  |
| Tecnecio ☢ | 43 | 7  | 6 | TcO 2 + 4 H+ + 4 e− → Tc + 2 H 2O       | 0.28   | 1.9  | 53  |
| Renio | 75 | 7  | 6 | ReO 2 + 4 H+ + 4 e− → Re + 2 H 2O       | 0.251  | 1.9  | 6   |
| ArsénicoMD | 33 | 15 | 4 | As 4O 6 + 12 H+ + 12 e− → 4 As + 6 H 2O | 0.24   | 2.18 | 78  |
| AntimonioMD | 51 | 15 | 5 | Sb 2O 3 + 6 H+ + 6 e− → 2 Sb + 3 H 2O   | 0.147  | 2.05 | 101 |
| Z número atómico; G grupo; P período; SRP potencial de reducción estándar; EN electronegatividad; EA afinidad electónica |    |    |   |                                         |        |      |     |
| ✣ tradicionalmente considerado un metal noble; MD metaloide; ☢ radioactivo                                               |    |    |   |                                         |        |      |     |

La tabla adjunta provee los valores de potenciales de reducción eständar en voltios; electronegatividad (Pauling revisado); y afinidad electónica (kJ/mol), de algunos metales y metaloides.
Las indicaciones simplificadas en la columna de reacción se pueden consultar en detalle en los diagramas de Pourbaix del elemento considerado en agua. Los metales nobles poseen potenciales positivos grandes; los elementos no incluidos en esta tabla poseen bien un potencial estándar negativo o no son metales.
Se incluye la electronegatividad ya que se considera es, «un principal factor en determinar la nobleza y la reactividad del metal».
Según sus valores elevados de afinidad electrónica, la incorporación de un metal noble en el proceso electroquímico de  fotólisis, como el platino y el oro, entre otros, puede aumentar la fotoactividad.
El arsénico y el antimonio por lo general son considerados metaloides en vez de metales nobles. Sin embargo, físicamente hablando, sus alótropos más estables son metálicos. Se han excluido los semiconductores, como el selenio y el teluro.
El deslustre negro que se ve comúnmente en la plata surge de su sensibilidad al sulfuro de hidrógeno:
2 Ag + H2S + 12O2 → Ag2S + H2O.
Rayner-Canham sostiene que «la plata es mucho más químicamente reactiva y tiene una química tan diferente que no debe considerarse como un ‘metal noble’». En odontología, la plata no es considerada un metal noble a causa de su tendencia a corroerse en la boca.
La relevancia de la fila del agua es explicada por Li et al. en el contexto de la corrosión galvánica. Tal proceso solo ocurrirá cuando:
1. Dos metales que tienen diferentes potenciales electroquímicos están... conectados.
2. Existe una fase acuosa con electrolito.
3. Uno de los dos metales posee un...potencial menor que el potencial de la reacción (H
2O + 4e +O
2 = 4 OH•) que es 0.4 V...El metal con un potencial de menos de 0.4 V actúa como ánodo y pierde electrones y se disuelve en el medio acuoso. El metal noble (con un potencial electroquímico mayor) funciona como cátodo y, en muchos casos, la reacción de este electrodo es por lo general H
2O − 4 e• − O
2 = 4 OH•).

Los elementos superpesados del hasio (elemento 108) al livermorio (116) inclusive se espera que sean «metales parcialmente muy nobles». Las investigaciones químicas del hasio han establecido que se comporta como su congénere más ligero, el osmio, y las investigaciones preliminares del nihonio y el flerovio han sugerido, pero no establecido definitivamente, un comportamiento noble. El comportamiento del copernicio parece en parte ser similar tanto a su congénere más ligero, el mercurio, como al del gas noble radón.

## Curiosidades
- Se estableció el tercer premio para los ganadores de los Juegos Olímpicos bajo la falsa creencia de que el bronce (aleación de cobre y estaño) era un metal noble. Este premio hoy en día permanece a pesar del error.
- Algunos de ellos, a pesar de ser nobles, ya no se emplean hoy en día como amalgamas para restauraciones dentales; en su lugar, se restaura con materiales de fabricación cerámica.